# Trathala ocala
Trathala ocala là một loài tò vò trong họ Ichneumonidae.